# Iškibal
Iškibal  war der vierte König (etwa 1640–1626 v. Chr.) der Meerland-Dynastie, die für etwa 350 Jahre von etwa 1783 bis 1415 v. Chr. den Süden Mesopotamiens beherrschte. Iškibal ist bisher nur aus späteren Königslisten und Chroniken bekannt. Demnach regierte er 15 Jahre lang.
Der Name Iškibal ist problematisch und ist vielleicht akkadisch.